# Legionowo
Legionowo é um município da Polônia, na voivodia da Mazóvia e no condado de Legionowo. Estende-se por uma área de 14 km², com 54 172 habitantes, segundo os censos de 2018, com uma densidade de 3993 hab/km².